# گلوله (فیلم ۱۹۷۶)
گلوله (به هندی: Bullet) فیلمی هندی محصول سال ۱۹۷۷ و به کارگردانی ویجی آناند است. در این فیلم بازیگرانی همچون دو آناند، پروین بابی، راکیش روشن و کبیر بدی ایفای نقش کرده‌اند.